# استفتاء الحقوق المدنية
استفتاء الحقوق المدنية أو استفتاء حقوق الإنسان هو أي إجراء من إجراءات الديمقراطية المباشرة التي تتيح التصويت بشأن منح أو تعديل الحقوق المدنية الحالية أو الحريات أو الارتباطات كما تعترف بها الحكومة. وكثيرًا ما اقتُرحت مثل هذه الاستفتاءات كوسيلة يمكن من خلالها للغالبية العظمى من جمهور الناخبين في نظام سياسي ما، بدلاً من الدوائر القضائية أو التشريعية للحكومة، أن تحدد ما ينبغي على الدولة أن تعترف به أو تنفذه. بينما تعرضت مثل هذه الاستفتاءات لانتقادات شديدة من منظمات الحقوق المدنية والهيئات المهنية لأنها وسيلة تمكن الأغلبية من التصويت على حقوق أقلية ضعيفة وفقًا لتحيزات معاصرة.

## الولايات المتحدة

### حقوق المثليات والمثليين ومزدوجي الميل الجنسي ومغايري الهوية الجنسانية وزواج مثليي الجنس
اقترحت استفتاءات الحقوق المدنية في كثير من الأحيان على يد هؤلاء الذين يتسمون بالرفض الأيديولوجي لحقوق المثليات والمثليين ومزدوجي الميل الجنسي ومغايري الهوية الجنسانية بسبب الاعتراضات الدينية الإبراهيمية ضد المثلية الجنسية. وفي البلدان التي مررت فيها الحكومات هذه القوانين، سعى النشطاء في كثير من الأحيان إلى إلغاء قانون تأكيد حقوق المثليات والمثليين ومزدوجي الميل الجنسي ومغايري الهوية الجنسانية الجديد أو فرض حظر (دستوري أو قانوني) على الأنشطة أو العلاقات ذات الصلة، وغالبًا ما يعتمدون على أنصار التوجه الديني للدعوة لمثل هذه الاستفتاءات.
وفي الولايات المتحدة، عُقدت استفتاءات الحقوق المدنية في أواخر القرن العشرين من أجل منع علاقات مثليي الجنس (بما في ذلك الزواج) وإلغاء التعديلات التي أدخلت على قوانين حقوق الإنسان، والتي تضمنت التوجهات الجنسية وهويات النوع كفئات محمية. وكانت ذروة هذه التشريعات تمرير عدد قياسي من التعديلات الدستورية بالولايات الأمريكية التي تحظر علاقات مثليي الجنس عن طريق استفتاء عام 2004، والذي تزامن مع الإقبال الكبير من الناخبين أثناء إعادة انتخاب جورج دبليو بوش للرئاسة والمشرعين الجمهوريين للسيطرة على مجلسي الكونغرس.
ومن بين أولئك الذين ينادون بحقوق المثليات والمثليين ومزدوجي الميل الجنسي ومغايري الهوية الجنسانية وتفويض الزواج وغيرها من الحقوق وينسبونها إلى «إرادة الشعب» من دافعوا عن فكرة منع القوانين والاقتراحات المتعلقة بالحقوق المدنية من الذهاب إلى صناديق الاقتراع. وقد برز هذا المفهوم في أعقاب مرور مقترح كاليفورنيا 8 في كاليفورنيا.

### العلاقات العرقية
في استفتاء ألاباما 2000 حول إلغاء الحظر الدستوري 1901 للولاية على الزواج بين الأعراق، صوت أكثر من 40٪ من الناخبين المشاركين ضد إلغاء الحظر. وبعد أن أصبح الحظر غير إلزامي في أعقاب قضية لافينج ضد فيرجينيا، صوت 40.51% من الناخبين ضد إلغاء القانون. وفي عام 1998، صوت الناخبون بساوث كارولينا بنسب 61.95٪-38.05٪ لصالح إلغاء الحظر الدستوري الخاص بولايتهم. وأشار الأستاذ بجامعة هارفارد فيرنر سولرز إلى أن القوانين أخذت وقتًا طويلاً حتى ألغيت بعد قضية لافينج بسبب الشروط المعقدة التي تتطلب أغلبية كبيرة لإلغائها.
في 26 يناير 2012، ذكر حاكم ولاية نيو جيرسي كريس كريستي، في تصريحات مصاحبة لقراره باستخدام حق النقض ضد تشريع زواج المثليين من قبل المجلس التشريعي للولاية والدعوة إلى إجراء استفتاء بشأن هذه المسألة، إن "حقيقة الأمر هي، على ما أعتقد، أن الناس ستسعد بإجراء الاستفتاء على الحقوق المدنية بدلاً من القتال والموت في الشوارع في الجنوب. إنها مؤسساتنا السياسية التي تمنعنا من التقدم." ثم تعرض كريستي لحملة عنيفة من النقد من قبل السياسيين والناشطين الأمريكيين من ذوي الأصول الإفريقية وغيرهم من داخل وخارج ولاية نيو جيرسي، حيث قال عمدة نيوآرك كوري بوكر "إلهي، لا ينبغي لنا طرح قضايا الحقوق المدنية للتصويت الشعبي حتى لا تكون عرضة لمشاعر وعواطف اليوم. فلا ينبغي أن تكون الحقوق المدنية للأقلية عرضة لمشاعر وأهواء الأغلبية." وانتقد كريستي في البداية استجابة العديد من المشرعين ووصفها بالحيلة الحزبية للديمقراطيين، ولكنه تراجع عن تصريحاته واعتذر عن هذه الإساءة في 1 فبراير بينما واصل دعمه للدعوة إلى الاستفتاء.

### تصويت النساء
عرض تصويت النساء كتشريع مقترح في استفتاء كنساس لتصويت النساء، 1867. وقد هُزم هذا الاقتراح مرتين قبل تمريره.